# Caspar Scheidt

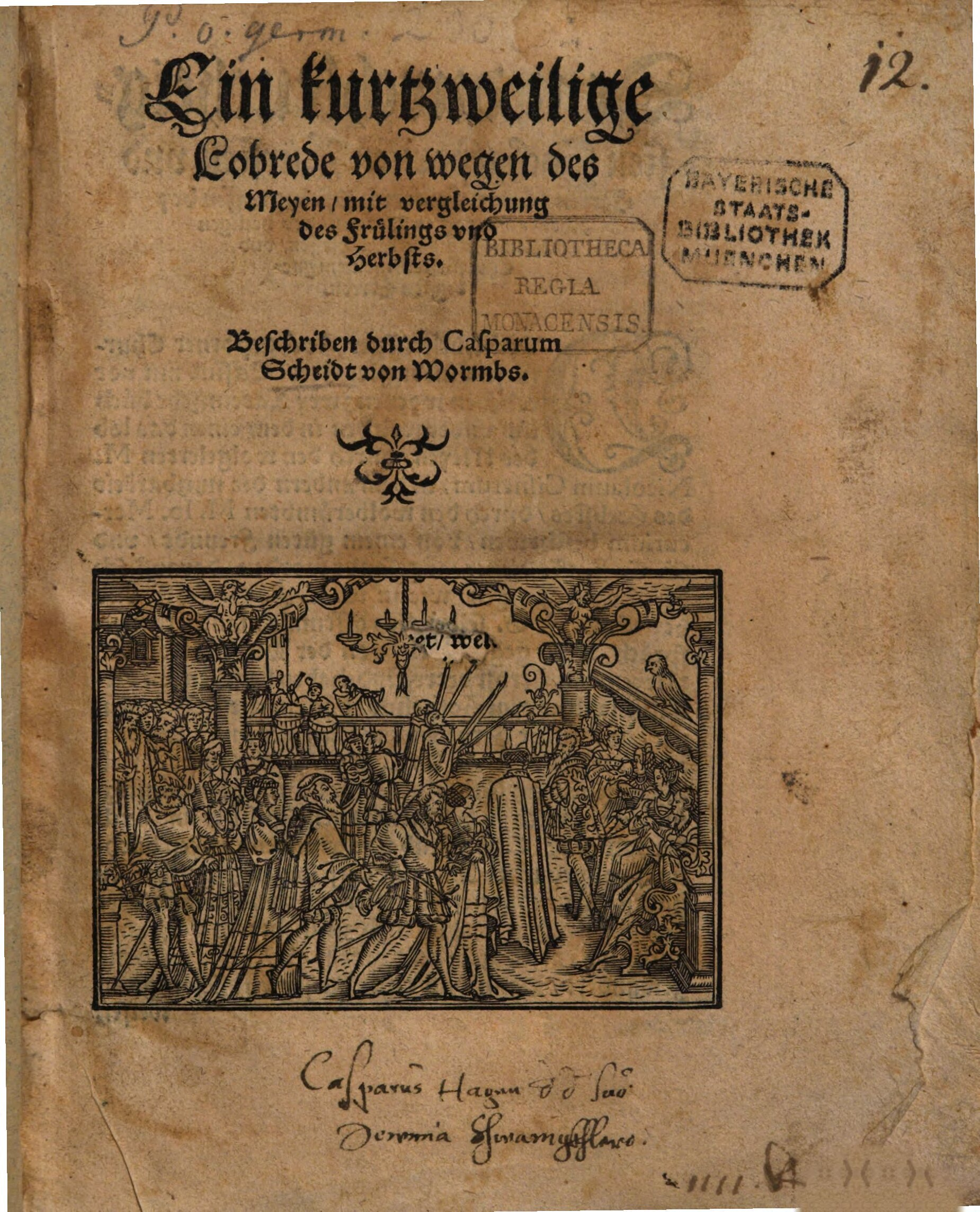
Titelblatt des Mailobs 1551

Caspar Scheidt, gelegentlich Caspar Scheit, (* um 1520; † 1565) war ein deutscher Dichter.
Scheidt stammte vermutlich aus dem Elsass und war als Lehrer in Worms tätig. Dort wurde unter anderem Johann Fischart sein Schüler.
Scheidt wirkte auch als Übersetzer von Friedrich Dedekind. Dessen lateinischen Grobianus übertrug er 1551 in deutsche Reime. Mit seinem Werk Fröhliche Heimfahrt thematisierte Scheidt 1553 die Flucht der Anna von Wachenheim. Scheidt war in diesen Jahren als Hofmeister bei der Adelsfamilie von Wachenheim tätig.
Im Alter von ungefähr 45 Jahren starb Caspar Scheidt 1565 an der Pest.

## Werke  (Auswahl)
Moderne Ausgaben:
- Friedrich Dedekinds Grobianus verdeutscht von Kaspar Scheidt. Abdruck der ersten Ausgabe (1551). Hrsg. von Gustav Milchsack. Halle/S. 1882 Digitalisat.
- Fröhliche Heimfahrt. 1553 Ausgabe von Philipp Strauch 1924: Digitalisat.
- Lobrede von wegen des Meyen. 1551 Ausgabe von Philipp Strauch 1929: Digitalisat
- Albert Leitzmann: Fischartiana. Mit einem Anhang: Kaspar Scheits Reformation der Musica (= Jenaer germanistische Forschungen 6). Jena: Frommann 1924 Digitalisat